# Halt auf freier Strecke
Halt auf freier Strecke ist ein Spielfilm des deutschen Regisseurs Andreas Dresen aus dem Jahr 2011. Das Drama um einen Berliner Familienvater (gespielt von Milan Peschel), der langsam an einem Hirntumor verstirbt, wurde am 15. Mai 2011 in der Sektion Un Certain Regard der 64. Filmfestspiele von Cannes uraufgeführt. Es handelte sich in dem Jahr um den einzigen deutschen Spielfilm, der eine Einladung in die offiziellen Sektionen des Festivals erhielt. Der Kinostart in Deutschland erfolgte am 17. November 2011. Dresens Regiearbeit wurde mehrfach ausgezeichnet, darunter mit dem Preis der deutschen Filmkritik und dem Deutschen Filmpreis.
Der Film wurde von Peter Rommel (Rommel Film) in Koproduktion mit dem Rundfunk Berlin-Brandenburg (rbb) und in Kooperation mit dem deutsch-französischen Fernsehsender ARTE sowie der Iskremas Filmproduktion produziert.
Im Fernsehen wurde der Film am 6. August 2025 (auf ARTE) ausgestrahlt.

## Handlung
Der 44-jährige Frank Lange wird mit seiner Krebsdiagnose konfrontiert: Der entdeckte Hirntumor ist bösartig und nicht operabel, wie ihm sein Arzt im Krankenhaus mitteilt. Dem Familienvater, der mit Ehefrau Simone und den beiden Kindern Lilly und Mika in einem neuen Reihenhaus am Berliner Stadtrand lebt und einer geregelten Arbeit nachgeht, werden nur noch wenige Monate gegeben. Unterstützt von seiner Familie nutzt er sein Smartphone, um täglich das Fortschreiten seiner Krankheit zu dokumentieren. Später wird er auch zu Hause betreut. Die Strahlen- und Chemotherapie laugen Frank aus. In Wahnvorstellungen sieht er seinen Hirntumor als Schauspieler und prahlenden Gesprächspartner bei Harald Schmidt auftreten.
Die beiden halbwüchsigen Kinder müssen mit den Symptomen der Krankheit ihres Vaters zurechtkommen und sind mit der Situation überfordert. Ehefrau Simone ringt ebenfalls um Fassung und Kraft. Der Tumor raubt Frank das Gedächtnis, dann die Orientierungsfähigkeit sowie die Kontrolle über wichtige Körperfunktionen. Aufgrund der Schmerzen ist er ständig auf Morphium angewiesen und unterliegt damit einhergehend auch einer Persönlichkeitsveränderung. Schließlich verliert Frank sein Sprachvermögen und wird zum Pflegefall. Er stirbt zu Hause bei seiner Familie. Der Film endet am Sterbebett des Vaters mit den Worten der Tochter Lilly, einer Turmspringerin: „Ich muss zum Training.“

## Filmmusik
Unter anderem ist im Abspann des Films das Lied Sommertag von Gisbert zu Knyphausen zu hören.
Das Lied „Love and Mercy“ von Brian Wilson wird in einer Filmszene als schlichtes aber eindrucksvolles Cover von der Hauptfigur des Films zur Gitarre gesungen.

## Entstehungsgeschichte

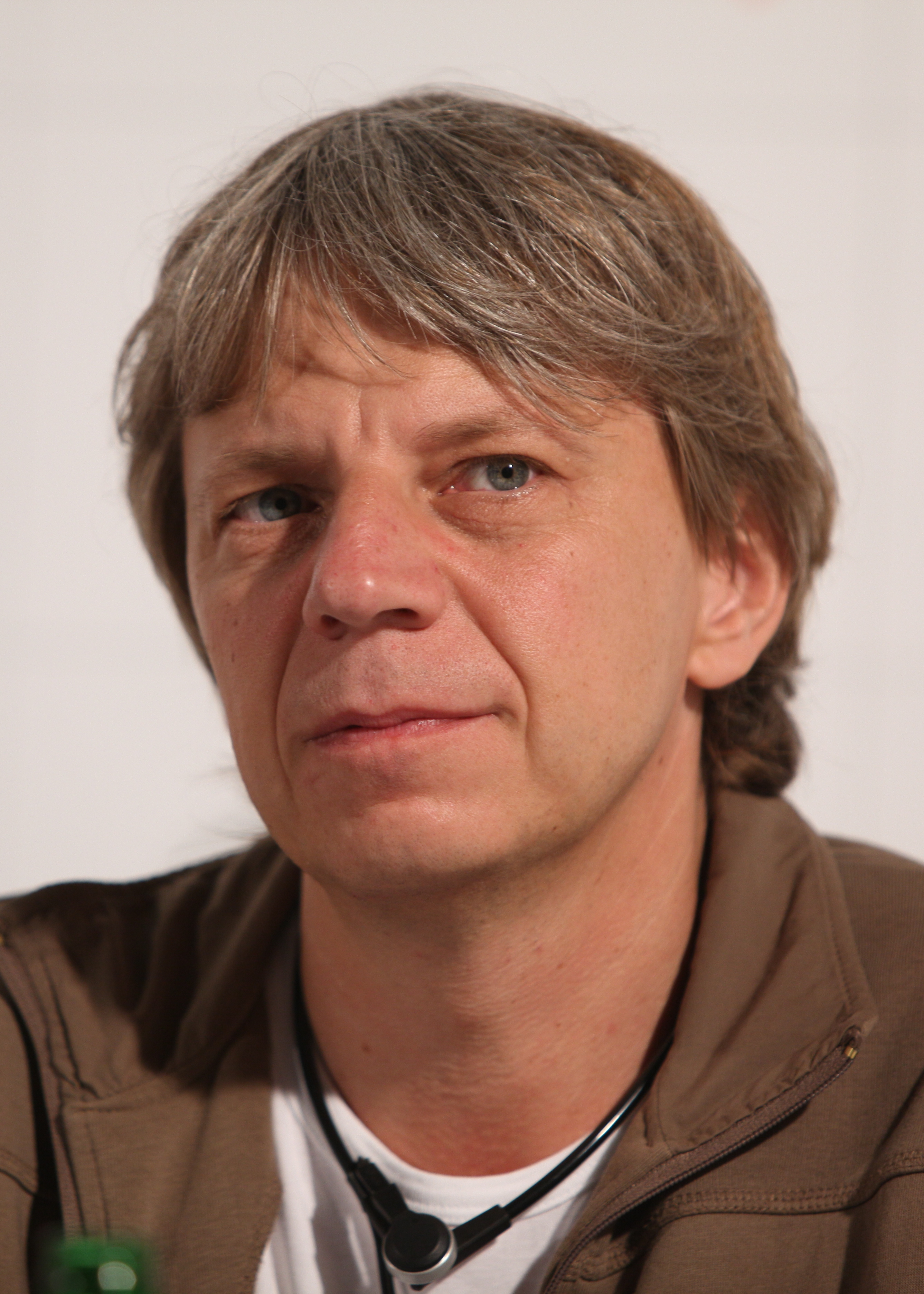
Regisseur Andreas Dresen (2009)

Der Film wurde 2010 in Deutschland gedreht, nach einem von Auflösung, Trennung und Not geprägten Jahr des Regisseurs und seines Bekanntenkreises. Andreas Dresen recherchierte mehrere Monate mit Cooky Ziesche über das Thema und interviewte Sterbebegleiter, Ärzte und Hinterbliebene. Aus den aufgenommenen Gesprächen entstand eine Datenbank, die mit den Schauspielern und später dem gesamten Produktionsteam, das aus sieben Personen bestand, diskutiert wurde. Daraus entwickelten sich die Figuren und eine Szenenabfolge. Ein Filmskript gab es beim Dreh nicht, woraufhin die Schauspieler die gesamten Dialoge improvisieren mussten. Dresen betonte in der Pressemappe zum Film beim Erscheinen in Cannes, dass die Geschichte zu Halt auf freier Strecke nicht von persönlichen Erlebnissen geprägt war – Dresens Vater war zehn Jahre zuvor an einem Hirntumor verstorben.
Für die Hauptrollen des Ehepaares wurden Milan Peschel und Steffi Kühnert verpflichtet, letztgenannte hatte bereits mit Dresen an den Filmen Halbe Treppe (2002) und Wolke 9 (2008) zusammengearbeitet. Die Rolle der Tochter wurde mit einer echten Berliner Nachwuchssportlerin besetzt, die ähnliche Erfahrungen in ihrer Familie gemacht hatte. Dresen wählte die Lilly-Darstellerin aus vier Mädchen aus. Der jüngere Sohn Mika wurde über eine Castingagentur entdeckt. In weiteren Nebenrollen agieren die früheren Dresen-Schauspieler Ursula Werner, Otto Mellies, Christine Schorn und Inka Friedrich. Als Ärzte und Krankenpfleger wurde echtes Personal verpflichtet, die ihre Erfahrungen in den Film mit einbrachten.

## Kritiken
Bei der Premiere des Films auf den Filmfestspielen von Cannes wurde Halt auf freier Strecke überwiegend Lob der deutschsprachigen Kritik zuteil. Andreas Borcholte (Spiegel Online) sah in Dresens Regiearbeit einen Kandidaten für den offiziellen Wettbewerb um die Goldene Palme und Milan Peschel als Favorit auf den Darstellerpreis anstatt einen Beitrag aus der Nebensektion. Der Film sei ein „berührendes Sterbedrama“ und es sei erstaunlich und beeindruckend zugleich, wie der Regisseur „seinem Publikum alltägliche, aber dadurch nicht minder existenzielle Dramen“ nahebringe. Borcholte lobte die „stillen, kleinen Szenen“ von Halt auf freier Strecke, der ohne „exploitative Schock- und Skandalmomente“ auskomme. Hanns-Georg Rodek (Berliner Morgenpost) wunderte sich in einer Kurzkritik ebenfalls darüber, dass Dresens bisher bester Film „in der zweitwichtigsten Reihe“ landete und gleichzeitig Gus Van Sants verkitschter Krebsfilm Restless die Sektion eröffnen durfte. Nach Einschätzung von Thomas Klingenmaier (Stuttgarter Zeitung) ist Halt auf freier Strecke „der mutigste deutsche Film des Jahres und wohl auch der beste“.
Laut Tobias Kniebe (Süddeutsche Zeitung) scheue sich Dresen nicht, „alles zu zeigen“ – tropfende Speichelfäden, letzter Sex, die letzte Inkontinenzwindel. Gleichzeitig treibe er das „müde alte Stilmittel des Realismus“ auch mit Dialogen und Besetzung zu „eindrucksvollen Höhepunkten“. Bis auf die Traumszene, die einer „Befreiung“ gleichkomme, vermeide Dresen „alles Metaphysische, auch alle Worte darüber, was dieses Leben, das da zu Ende geht, nun bedeutet haben könnte“. Der „vielleicht wichtigste unter den jüngeren deutschen Filmemachern“ bleibe sich laut Susanne Ostwald (Neue Zürcher Zeitung) stilistisch treu. Dresens genaue Realitätsdarstellung enthalte absurden Humor, was man sonst nur aus dem britischen Kino kenne. Die überzeugenden Darstellungen der Schauspieler seien kaum auszuhalten. Die Frankfurter Rundschau attestierte dem Regisseur große Sensibilität und Aufrichtigkeit im Umgang mit dem stetigen Verfall der männlichen Hauptfigur und der Überforderung der Familie. Rüdiger Suchsland (Frankfurter Allgemeine Zeitung) kritisierte die Inszenierung Dresens. Es gelinge Dresen nicht, die Figuren aus ihrer Banalität zu entheben, „er [Dresen] scheitert an der Gratwanderung zwischen Kitsch und Kälte“. Der Naturalismus Dresens bleibe reine Behauptung, während Suchsland die Darstellerleistungen als gut bewertete.
Alexandra Wach (film-dienst) lobt die „entwaffnende Sachlichkeit“, mit der Dresen die Etappen der Krankheit darstellt und die „großartigen Schauspieler“, kritisiert jedoch den „komödiantischen Bruch“ durch die in Tagträumen erscheinende „Figur des menschelnden Tumors“.
Die Freiwillige Selbstkontrolle der Filmwirtschaft (FSK) gab den Film „trotz seiner eindringlichen und bedrückenden Stimmung und des traurigen Themas“ für Kinder ab 6 Jahren frei, da er „keine nachhaltige emotionale Belastung dar[stellt]. Dies rührt einerseits aus der ruhigen Erzählweise, die nicht auf dramatische Effekte setzt, andererseits aber auch aus den beiden kindlichen Familienmitgliedern: Sie bieten sich jungen Zuschauern als positive Identifikationsfiguren an, die zeigen, dass man auch mit dem Tod eines geliebten Menschen umzugehen lernen kann.“

## Auszeichnungen
- Hauptpreis der Sektion Un Certain Regard in Cannes 2011 gemeinsam mit dem koreanischen Beitrag Arirang von Kim Ki-duk[16]
- Prädikat „Besonders wertvoll“ der Deutschen Film- und Medienbewertung[17]
- Goldener Biber für den besten Film der 33. Biberacher Filmfestspiele[18]
- Bayerischer Filmpreis 2011 in den Kategorien Produzentenpreis (Peter Rommel) und Schauspiel (Milan Peschel und Steffi Kühnert)
- Don-Quijote-Preis beim Internationalen Filmfestival Tromsø 2012
- Preis der deutschen Filmkritik in den Kategorien Bester Film (Andreas Dresen) und Bester Darsteller (Milan Peschel)
- Deutscher Filmpreis 2012: Bester Film, Bester Hauptdarsteller (Milan Peschel), Bester Nebendarsteller (Otto Mellies) und Beste Regie, weiter Nominierungen in den Kategorien Beste Hauptdarstellerin (Steffi Kühnert), Bestes Drehbuch und Bester Schnitt